# Елхово (Татарстан)
Елхо́во — село в Альметьевском районе Татарстана. Образует Елховское сельское поселение как единственный населённый пункт в его составе.

## География
Расположено в Восточном Закамье, в правобережье Шешмы, в 55 км к западу от города Альметьевска. На юго-западе примыкает к селу Нижнее Абдулово.

## История
В «Списке населенных мест по сведениям 1870 года», изданном в 1877 году, населённый пункт упомянут как деревня Старый Багряш (Елховый Ключ) 3-го стана Мензелинского уезда Уфимской губернии. Располагалась при реке Шешме, по правую сторону коммерческого тракта из Бугульмы в Мамадыш, в 147 верстах от уездного города Мензелинска и в 52 верстах от становой квартиры в селе Заинск (Пригород). В деревне, в 176 дворах жили 1082 человека (529 мужчин и 553 женщины, татары), были мечеть, училище, 2 конных мельницы, 6 лавок, базары по средам. Жители занимались земледелием, скотоводством, пчеловодством, плотничеством, пилкой леса.
По переписи 1897 года в деревне проживало 1796 человек (877 мужчин, 919 женщин), из них 1786 мусульман.

## Население
| 1782 | 1795 | 1841 | 1870 | 1885 | 1897 | 1905 | 1912 | 1920 | 1926 | 1949 | 1958 | 1970 | 1979 | 1989 | 2002 | 2010 | 2015 |
| ---- | ---- | ---- | ---- | ---- | ---- | ---- | ---- | ---- | ---- | ---- | ---- | ---- | ---- | ---- | ---- | ---- | ---- |
| 340  | 400  | 646  | 1082 | 1091 | 1796 | 2131 | 2559 | 2443 | 1187 | 1391 | 1579 | 1540 | 1544 | 826  | 990  | 934  | 916  |

| 2015 | 2016 | 2017 |
| ---- | ---- | ---- |
| 879  | ↘853 | ↘838 |

Национальный состав
Согласно результатам переписи 2002 года, в национальной структуре населения села татары составляли 100%.